# Eugène Alphonse Dyer
Pour l’article homonyme, voir Dyer.
Eugène Alphonse Dyer (12 décembre 1838-2 décembre 1911) est un agriculteur, marchand et homme politique fédéral et municipal du Québec.

## Biographie
Né à Sutton dans le Bas-Canada, il entame sa carrière politique en devenant conseiller municipal et ensuite maire de la municipalité de Sutton. Élu député du Parti conservateur dans la circonscription de Brome en 1891, il fut destitué de son poste de député. Il est réélu par acclamation en 1892. En  1896, il est défait par Sydney Arthur Fisher (celui qu'il avait défait en cinq ans plus tôt).